# Liste der Baudenkmäler in Petershausen

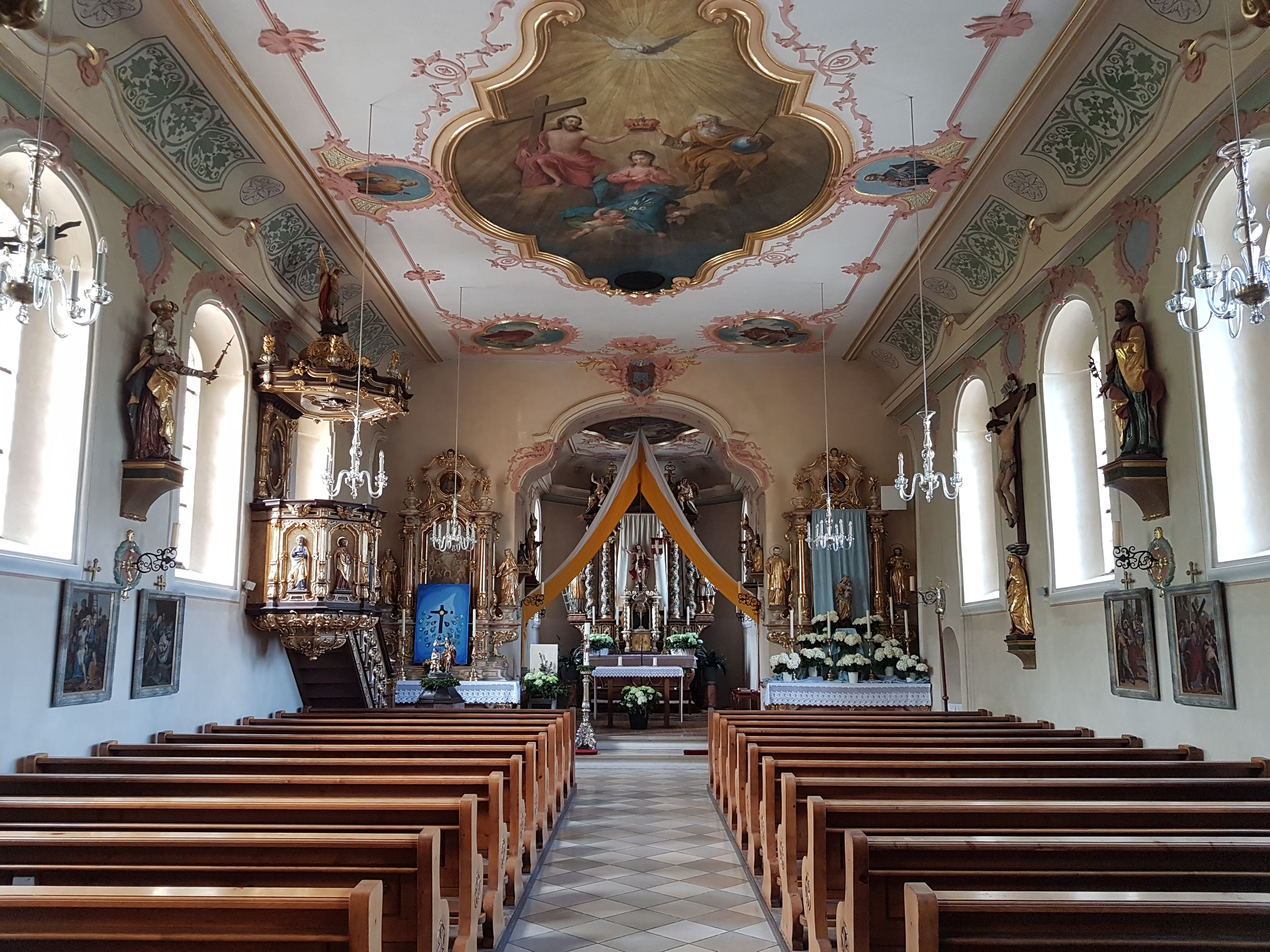
Innenraum von St. Laurentius in Petershausen

Auf dieser Seite sind die Baudenkmäler in der oberbayerischen Gemeinde Petershausen zusammengestellt. Diese Tabelle ist eine Teilliste der Liste der Baudenkmäler in Bayern. Grundlage ist die Bayerische Denkmalliste, die auf Basis des Bayerischen Denkmalschutzgesetzes vom 1. Oktober 1973 erstmals erstellt wurde und seither durch das Bayerische Landesamt für Denkmalpflege geführt wird. Die folgenden Angaben ersetzen nicht die rechtsverbindliche Auskunft der Denkmalschutzbehörde.

## Baudenkmäler nach Ortsteilen

### Petershausen
| Lage                                                | Objekt                                                         | Beschreibung | Akten-Nr.     | Bild           |
| --------------------------------------------------- | -------------------------------------------------------------- | --- | ------------- | -------------- |
| Bahnhofstraße 38 (Standort)                         | Bahnhof                                                        | Dreigeschossiger Bau mit flachem Zeltdach, 1864/67 errichtet, 1969/72 erdgeschossig erweitert | D-1-74-136-21 | weitere Bilder |
| Bürgermeister-Rädler-Straße 3 (Standort)            | Altes Schulhaus                                                | Zweigeschossiger Schopfwalmdachbau über L-förmigem Grundriss, mit Schulsälen und Wohntrakt für den Lehrer, 1914 erbaut                                                                                    | D-1-74-136-19 | weitere Bilder |
| Dr.-Hörmann-Straße 4 (Standort)                     | Katholische Pfarrkirche St. Laurentius                         | Saalbau mit eingezogenem, dreiseitig geschlossenem Chor und Satteldachturm im nördlichen Winkel, Turmunterbau romanisch, Chor spätgotisch, Langhaus um 1745, 1890 nach Westen verlängert; mit Ausstattung | D-1-74-136-1  | weitere Bilder |
| Marktplatz 1 (Standort)                             | Ehemaliges Gasthaus, sogenannter Pertrichhof (jetzt Sparkasse) | Stattlicher, zweigeschossiger Bau mit geschweiften Giebeln, Pilastergliederung und Gesimsen, um 1700 | D-1-74-136-2  | weitere Bilder |
| Münchner Straße 26 (bei der Glonnbrücke) (Standort) | Katholische Kapelle Herz Jesu                                  | Rechteckbau mit eingezogener, halbrunder Apsis und Dachreiter, 1724 bei der Glonnbrücke errichtet, Dachreiter 1903 ergänzt; mit Ausstattung                                                               | D-1-74-136-3  | weitere Bilder |

### Asbach
| Lage                      | Objekt                                     | Beschreibung | Akten-Nr.    | Bild           |
| ------------------------- | ------------------------------------------ | --- | ------------ | -------------- |
| Dorfstraße 4 a (Standort) | Wohnhaus                                   | erdgeschossig mit Gesimsgliederung und Schweifgiebeln, westlich zusätzlich Lisenen und Portalädikula, um 1700; zur Sägmühle gehörig | D-1-74-136-5 | weitere Bilder |
| Dorfstraße 5 (Standort)   | Katholische Pfarrkirche St. Peter und Paul | einschiffige Chorturmkirche mit Oktogon und Zwiebelhaube, im Kern romanisch, um 1715/20 umgestaltet; mit Ausstattung                | D-1-74-136-4 | weitere Bilder |

### Glonnbercha
| Lage                            | Objekt                                          | Beschreibung | Akten-Nr.    | Bild           |
| ------------------------------- | ----------------------------------------------- | --- | ------------ | -------------- |
| Freisinger Straße 14 (Standort) | Katholische Filialkirche St. Mariä Verkündigung | einschiffig mit nicht eingezogenem, fünfseitig geschlossenem Chor, Giebelturm mit Oktogon und Zwiebelhaube, im Kern romanisch, in der 2. Hälfte des 15. Jahrhunderts erweitert, 1626 umgestaltet; mit Ausstattung | D-1-74-136-6 | weitere Bilder |

### Kollbach
| Lage                          | Objekt                                                   | Beschreibung | Akten-Nr.    | Bild           |
| ----------------------------- | -------------------------------------------------------- | --- | ------------ | -------------- |
| Dachauer Straße 7 (Standort)  | Katholische Wallfahrtskirche Mariä Geburt (Frauenkirche) | Saalbau mit eingezogenem, fünfseitig geschlossenem Chor, südöstlich Sakristei mit geschwungenem Giebel, Westturm mit Oktogon und Spitzhelm, geweiht 1288, spätgotisch überarbeitet, 1765 barockisiert, Sakristei gleichzeitig, Turm 1883; mit Ausstattung; im aufgelassenen Friedhof Kapelle mit offener Vorhalle, um 1700 | D-1-74-136-8 | weitere Bilder |
| Dachauer Straße 12 (Standort) | Katholische Pfarrkirche St. Martin                       | Saalbau mit eingezogenem, dreiseitig geschlossenem Chor, im südlichen Winkel Turm mit Zinnengiebeln, Chor und Turm spätmittelalterlich, um 1650 wiederhergestellt und barockisiert, 1889 nach Westen verlängert; mit Ausstattung                                                                                           | D-1-74-136-7 | weitere Bilder |

### Lindach
| Lage                 | Objekt                           | Beschreibung | Akten-Nr.     | Bild                             |
| -------------------- | -------------------------------- | --- | ------------- | -------------------------------- |
| Lindach 1 (Standort) | Katholische Kapelle St. Bernhard | lisenengegliederter einschiffiger Bau mit eingezogenem, fünfseitig geschlossenem Chor und Giebelreiter, 1870 in neugotischen Formen errichtet; mit Ausstattung | D-1-74-136-10 | Katholische Kapelle St. Bernhard |

### Mittermarbach
| Lage                    | Objekt                             | Beschreibung | Akten-Nr.     | Bild           |
| ----------------------- | ---------------------------------- | --- | ------------- | -------------- |
| Ortsstraße 4 (Standort) | Zwei große Mörtelplastiken         | Am Pferdestall zwei große Mörtelplastiken (hl. Florian und hl. Isidor), um 1870/85 | D-1-74-136-13 | weitere Bilder |
| Ortsstraße 7 (Standort) | Katholische Filialkirche Hl. Geist | Saalbau mit eingezogenem Chor, dreiseitigem Schluss und Satteldachturm im südlichen Winkel, im Kern spätmittelalterlich, im 17. Jahrhundert verändert, 1870/71 durch Joseph Patsch nach Westen verlängert; mit Ausstattung | D-1-74-136-11 | weitere Bilder |

### Mühldorf
| Lage                  | Objekt                                          | Beschreibung | Akten-Nr.     | Bild           |
| --------------------- | ----------------------------------------------- | --- | ------------- | -------------- |
| Mühldorf 4 (Standort) | Ehemals Katholische Wallfahrtskirche St. Ulrich | einheitlich spätgotische Anlage mit eingezogenem, dreiseitig geschlossenem Chor, im südlichen Winkel Turm mit Oktogon und Spitzhelm zwischen Dreiecksgiebeln, 1485 errichtet, Turm 1881 erneuert; mit Ausstattung | D-1-74-136-14 | weitere Bilder |

### Oberhausen
| Lage                    | Objekt                             | Beschreibung | Akten-Nr.     | Bild           |
| ----------------------- | ---------------------------------- | --- | ------------- | -------------- |
| Oberhausen 5 (Standort) | Katholische Filialkirche St. Georg | einschiffig mit Rechteckchor, im südlichen Winkel Turm mit Oktogon und Zwiebelhaube, im Kern spätgotisch, Langhaus und Turm 18. Jahrhundert; mit Ausstattung | D-1-74-136-15 | weitere Bilder |
| Oberhausen 9 (Standort) | Wegkapelle                         | Rechteckbau, um 1800 bei der ehemaligen Mühle errichtet | D-1-74-136-16 | Wegkapelle     |

### Obermarbach
| Lage                      | Objekt                            | Beschreibung | Akten-Nr.     | Bild           |
| ------------------------- | --------------------------------- | --- | ------------- | -------------- |
| Am Kirchberg 4 (Standort) | Katholische Pfarrkirche St. Vitus | Saalbau mit eingezogenem, fünfseitig geschlossenem Chor und Satteldachturm im südlichen Winkel, im Kern romanisch, im 15. Jahrhundert erneuert, 1730 und 1785 verändert; mit Ausstattung | D-1-74-136-17 | weitere Bilder |

### Piflitz
| Lage                 | Objekt                           | Beschreibung                                                                           | Akten-Nr.     | Bild           |
| -------------------- | -------------------------------- | -------------------------------------------------------------------------------------- | ------------- | -------------- |
| Piflitz 2 (Standort) | Katholische Kapelle St. Antonius | einschiffig mit dreiseitigem Schluss und Giebelreiter, 1870 errichtet; mit Ausstattung | D-1-74-136-18 | weitere Bilder |

### Weißling
| Lage                       | Objekt                                    | Beschreibung | Akten-Nr.     | Bild           |
| -------------------------- | ----------------------------------------- | --- | ------------- | -------------- |
| Am Maurerberg 2 (Standort) | Katholische Wallfahrtskirche St. Notburga | langgestreckter Saalbau mit dreiseitig geschlossenem Chor und Dachreiter, 1750/52 errichtet, 1768 verändert; mit Ausstattung | D-1-74-136-20 | weitere Bilder |